# Anthrax ceylonica
Anthrax ceylonica är en tvåvingeart som beskrevs av Zaitzev 1988. Anthrax ceylonica ingår i släktet Anthrax och familjen svävflugor.
Artens utbredningsområde är Sri Lanka. Inga underarter finns listade i Catalogue of Life.